# Gambria
Gambria is een kevergeslacht uit de familie van de boktorren (Cerambycidae). De wetenschappelijke naam van het geslacht werd voor het eerst geldig gepubliceerd in 1862 door Chevrolat.

## Soorten
Gambria omvat de volgende soorten:
- Gambria bicolor (Chevrolat, 1862)
- Gambria leucozona Bates, 1880
- Gambria nigripennis (Chevrolat, 1862)